# Parallelia
Parallelia là một chi bướm đêm thuộc họ Erebidae. Theo nghiên cứu của Holloway & Miller (2003) thì chi này phải là một chi đơn loài chứaParallelia bistriaris. Một số loài đã được xếp lại vào các chi khác, nhưng một số khác vẫn mang tên Parallelia cho đến khi một chi phù hợp được đặt ra.

## Các loài
- Parallelia bistriaris – Maple Looper Moth Hübner, 1818

## Các loài tạm xếp vào đây
- Parallelia aviceps (Warren, 1915)
- Parallelia conspicua (Warren, 1915)
- Parallelia cuneilineata (Warren, 1915)
- Parallelia curvilimes (Warren, 1915)